# Streptomyces tanashiensis
|  | Dieser Artikel wurde aufgrund von formalen oder inhaltlichen Mängeln in der Qualitätssicherung Biologie zur Verbesserung eingetragen. Dies geschieht, um die Qualität der Biologie-Artikel auf ein akzeptables Niveau zu bringen. Bitte hilf mit, diesen Artikel zu verbessern! Artikel, die nicht signifikant verbessert werden, können gegebenenfalls gelöscht werden. Lies dazu auch die näheren Informationen in den Mindestanforderungen an Biologie-Artikel. |

Streptomyces tanashiensis ist eine Bakterienart aus der Gattung der Streptomyces, die in Erde aus Japan isoliert wurde. Streptomyces tanashiensis produziert Luteomycin, Mithramycin, Phosphoramidon und Kalafungin.

## Type strain
144, 950.68, AS 4.1924, ATCC 23967, BCRC 12641, CBS 165.54, CBS 165.64, CBS 950.68, CCRC 12641, CGMCC 4.1924, DSM 40195, ETH 28389, Hata 144, HUT-6070, IAM H-2053, IFO 12919, IMET 42939, ISP 5195, JCM 4086, JCM 4671, KCTC 19972, KITA 144, LMG 20274, NBRC 12919, NRRL B-1692, NRRL B-1692 ?, NRRL B-1920, NRRL-ISP 5195, RIA 1148, VKM Ac-1892

## Externe Links zu erwähnten Verbindungen
1. ↑  Externe Identifikatoren von bzw. Datenbank-Links zu Luteomycin:  CAS-Nr.: 1403-92-5, Wikidata: Q131922029.
2. ↑  Externe Identifikatoren von bzw. Datenbank-Links zu Phosphoramidon:  CAS-Nr.: 36357-77-4, EG-Nr.: 252-996-3, ECHA-InfoCard: 100.048.164, PubChem: 445114, ChemSpider: 392848, DrugBank: DBDB02557, Wikidata: Q7187544.
3. ↑  Externe Identifikatoren von bzw. Datenbank-Links zu Kalafungin:  CAS-Nr.: 11048-15-0, PubChem: 443836, ChemSpider: 391931, Wikidata: Q27268319.